# Take Me Out (pièce de théâtre)
Pour la chanson, voir Take Me Out.
Take Me Out est une pièce de théâtre de Richard Greenberg créée en 2002 à la Donmar Warehouse (Londres).

## Argument
Darren fait son coming out dans le vestiaire de son équipe de baseball.[réf. souhaitée]

## Distinctions
- Tony Awards 2003[1]
  - Tony Award de la meilleure pièce
  - Tony Award de la meilleure mise en scène pour une pièce
  - Tony Award du meilleur acteur dans une pièce pour Denis O'Hare